# Hatshepsut
Hatshepsut hay Hatchepsut (phát âm /hætˈʃɛpsʊt/), (khoảng 1508-1458 TCN) là con gái của pharaon Thutmosis I đồng thời vừa là chị cùng cha khác mẹ vừa là vợ của pharaon Thutmosis II, trị vì Ai Cập trong khoảng 1479-1458 TCN thuộc Vương triều 18 sau khi Thutmosis II mất. Hatshepsut được đánh giá là một trong những Nữ vương quyền lực nhất trong lịch sử thế giới cổ đại. Bà trị vì trong 21 năm, lâu hơn bất cứ vị Nữ Pharaon trong lịch sử và để lại một loạt những công trình và tác phẩm điêu khắc ấn tượng, trong đó có lăng mộ Djeser-Djeseru của bà, một kiệt tác về kiến trúc.
Bà đã lên ngôi năm 1479 TCN, làm nhiếp chính cho cậu con trai nhỏ của Thutmosis II và Iset là Thutmosis III (10 tuổi) lên ngôi và Hatshepsut đã đồng cai trị với ông. Sau khi Hatshepsut mất, Thutmosis III đã đập phá lăng mộ của Hatshepsut nhằm mục đích xoá bỏ hình ảnh Hatshepsut trong tâm trí người Ai Cập. Xác ướp của bà đã được nhà Ai Cập học Zahi Hawass tìm thấy vào tháng 6 năm 2007.

## So sánh với những Nữ vương khác của Ai Cập
Dù một phụ nữ cầm quyền là điều hiếm xảy ra ở Ai Cập, điều này cũng không phải chưa từng xảy ra. Với tư cách nhiếp chính, Hatshepsut là người thứ hai sau Merneith của Vương triều thứ Nhất - người đã được chôn cất với danh dự cao nhất của một pharaon và có thể đã đích thân cầm quyền. Nimaethap của Vương triều thứ Ba có thể từng là người thừa kế tước hiệu của Khasekhemwy, nhưng chắc chắn đã làm nhiếp chính cho con trai bà là vua Djoser và có thể đã cai trị như một pharaon. Vương hậu Sobekneferu của Vương triều thứ Mười hai được biết là đã nắm quyền lực chính thức như Nữ vương của "Thượng và Hạ Ai Cập" ba thế kỷ trước Hatshepsut. Ahhotep I, được tán dương như một Nữ vương chiến binh, có thể từng là một nhiếp chính dưới triều hai vua con Kamose và Ahmose I, vào thời kỳ cuối của Vương triều thứ mười bảy và thời kỳ đầu của Vương triều thứ mười tám - vương triều của chính Hatshepsut. Amenhotep I - một tiên vương của Hatshepsut ở Vương triều thứ mười tám - có lẽ đã lên ngôi vua khi còn bé và mẹ của ông, Ahmose-Nefertari, được cho là đã từng là một nhiếp chính cho con mình. Các phụ nữ khác mà sự cầm quyền của họ được ví với các pharaon đang được nghiên cứu gồm phụ nữ cùng nhiếp chính/người kế tục Akhenaten (thường được gọi là Nefertiti hay Meritaten) và Twosret. Trong số những người sau này, những vương triều không phải gốc Ai Cập, ví dụ đáng chú ý nhất về một người phụ nữ khác đã trở thành pharaon là Cleopatra VII, pharaon cuối cùng trong lịch sử Ai Cập cổ đại.
So sánh với các nữ pharaon khác của Ai Cập cổ đại, thời kỳ cầm quyền của Hatshepsut kéo dài và thịnh vượng. Bà đã thành công trong việc tiến hành chiến tranh thời kỳ đầu cầm quyền, nhưng nói chung bà được coi là pharaon đã mở ra một thời kỳ hoà bình lâu dài. Bà đã tái lập các quan hệ thương mại đã mất trong thời gian chiếm đóng nước ngoài và mang lại sự thịnh vượng lớn cho Ai Cập. Sự thịnh vượng này cho phép Hatshepsut tiến hành các dự án xây dựng mang lại tầm vóc và tiêu chuẩn mới cho kiến trúc Ai Cập cổ đại, so với kiến trúc cổ đại, và sẽ không bị một nền văn hoá khác vượt quá cho tới một ngàn năm sau.

## Gia đình và thời niên thiếu

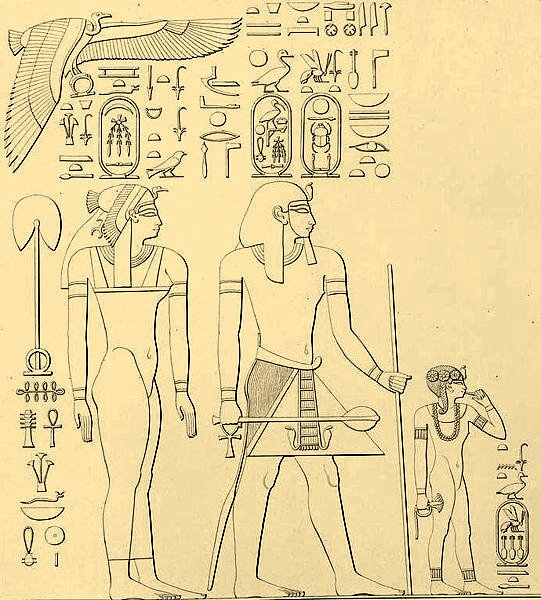
Vương hậu Ahmose, pharaon Thutmose I, và con gái Neferure, mẹ, cha, và chị của Hatshepsut (lưu ý túm tóc bên)

Hatshepsut là con gái lớn của vua Thutmose I và Vương hậu Ahmose. Cặp vợ chồng này là Vua và Vương hậu đầu tiên của dòng họ Thutmosid thời Vương triều thứ mười tám. Thutmose I và Ahmose được biết chỉ có một người con trai, một người con gái là Akhbetneferu (Neferubity) đã chết khi còn trẻ. Thutmose I cũng cưới Mutnofret - có lẽ là con gái của Ahmose I - và sinh ra nhiều anh em cùng cha khác mẹ với Hatshepsut: Wadjmose, Amenose, Thutmose II, và có lẽ Ramose, trong cuộc hôn nhân thứ hai này. Cả Wadjmose và Amenose đều được chuẩn bị để nối ngôi cha, nhưng không người nào sống qua tuổi thanh niên.
Khi vua cha Thutmose I mất năm 1493 trước Công Nguyên, Hatshepsut cưới người em cùng cha khác mẹ là Thutmose II, và lấy danh hiệu Đại Phu nhân Hoàng gia. Pharaon Thutmose II cai trị Ai Cập trong ba hay mười ba năm.
Phụ Nữ vương gia cũng đóng một vai trò chủ chốt trong tôn giáo Ai Cập cổ đại. Thông thường một Vương hậu có nhiệm vụ trong các nghi lễ tại các đền, như các nữ tu, trong một nền văn hoá nơi tôn giáo hoàn toàn trộn lẫn với các vai trò của các nhà cai trị. Ở thời Hatshepsut, con gái các vị vua thường hoạt động trong vai trò Vợ Thần (tượng hình:ḥmt nṯr), đó là một vai trò thần thánh thường được đảm nhiệm bởi những Phụ Nữ vương gia ở Vương triều thứ mười tám.
Hatshepsut có một con gái với Thutmose II là Neferure. Một số học giả cho rằng Hatshepsut và Thutmose II đã chuẩn bị cho Neferure trở thành người kế vị, thực hiện các bức chân dung chính thức của con gái họ với một bộ râu giả của Hoàng gia và món tóc bên như được thấy ở những bức điêu khắc, chạm nổi và bức vẽ còn lại. Có nhiều hình ảnh của bà với người vú và các giám hộ trong các bảo tàng.
Khi Thutmose II mất, ông chỉ có một người con trai còn trẻ, Thutmose III, để kế vị. Thutmose III là con trai của Isis - một người thiếp của Thutmose II, chứ không phải của Đại Phu nhân Hoàng gia, Hatshepsut, như Neferure. Vì Thutmose III còn khá trẻ, ông không thể thực hiện các nhiệm vụ của một pharaon. Thay vào đó, Hatshepsut trở thành nhiếp chính của Ai Cập ở thời điểm đó, nắm các trách nhiệm nhà nước, và được công nhận bởi giới lãnh đạo tôn giáo. Thời điểm đó, con gái bà, Neferure, nắm vai trò của Hatshepsut từng đảm nhiệm trở thành Nữ vương trong các nghi lễ tôn giáo. Sự sắp xếp chính trị này được miêu tả chi tiết trong các bản khắc trong hầm mộ của Ineni, một quan chức cao cấp trong triều: 
| “ | Ngài (Thutmose II) đã đi thẳng tới Thiên đường trong chiến thắng, đã hoà lẫn vào các vị thần; Con trai ngài thay thế trở thành vị vua của Hai Vùng đất, trở thành Chúa tể của ngôi báu mà vua cha để lại. Chị gái ngài (của Thutmose II) là Vương hậu Thần thánh Hatshepsut đã sắp đặt công việc của Hai Vùng đất bằng lý trí của những kế hoạch của bà. Ai Cập được tạo ra để nỗ lực với sự cung kính dành cho bà, hạt giống tuyệt diệu của thần thánh (Thutmose I), xuất phát từ ngài. | ” |

Vì thế, tuy Thutmose III được coi là người đồng nhiếp chính Ai Cập, triều đình Ai Cậpcông nhận Hatshepsut như là pharaon trên ngôi cho tới khi bà qua đời. Mọi người tin rằng Neferure đã chết trước mẹ bởi những miêu tả về bà biến mất trước khi thời kỳ cầm quyền của vị Nữ vương Ai Cập kết thúc.
Pharaon Thutmose III trị quốc trong hơn ba mươi năm sau khi Hatshepsut mất. Mối quan hệ này giữa Neferure và Amenemhat đang bị giới học giả tranh luận, nhưng bởi Neferure được thể hiện trong đền chôn cất mẹ bà, có một số người tin rằng Neferure vẫn còn sống vài năm sau trong thời kỳ cai trị của Thutmose III, rằng con trai lớn của ông, Amenemhat, là con bà, và rằng vì thế ông là người kế vị ngôi báu của Thutmose III cho tới khi ông mất.

## Cầm quyền

### Ngày tháng và thời gian cầm quyền
Hatshepsut được các học giả cổ đại cho rằng đã cai trị trong hai mươi hai năm. Josephus đã viết rằng bà cầm quyền hai mốt năm và chín tháng, trong khi Africanus nói thời kỳ cầm quyền của bà dài hai mươi hai năm, nhưng cả hai người đều trích dẫn theo Manetho. Bắt đầu từ thời điểm này trong lịch sử, những ghi chép về thời kỳ cầm quyền của Hatshepsut chấm dứt, bởi chiến dịch chính đầu tiên ra nước ngoài của Thutmose III được xác định vào năm thứ hai hai của ông, và đó cũng là năm cầm quyền thứ hai hai của Hatshepsut. Tuy nhiên, việc xác định thời điểm bắt đầu cầm quyền của bà khó khăn hơn thế. Cha bà bắt đầu nắm quyền từ năm 1506 hay 1526 trước Công Nguyên theo các biên niên sử hạ và thượng. Tuy nhiên khoảng thời gian cầm quyền của Thutmose I và Thutmose II, không thể được xác định chắc chắn hoàn toàn. Với những thời cầm quyền ngắn, Hatshepsut đã có thể lên ngôi mười bốn năm sau khi vua cha Thutmose I trở thành pharaon. Những thời kỳ cầm quyền dài sẽ đặt thời điểm lên ngôi của bà là hai mươi nhăm năm sau khi Thutmose I lên ngôi. Vì thế, Hatshepsut có thể đã nắm quyền lực sớm ngay từ năm 1512 trước Công Nguyên, hay muộn vào năm 1479 trước Công Nguyên.
Chứng thực sớm nhất về việc Hatshepsut cầm quyền như pharaon xuất hiện trong hầm mộ của cha mẹ của Senenmut nơi một tuyển tập gỗ khắc chứa trong một bình gốm hay vỏ hai quai duy nhất hay từ hầm mộ, được đóng dấu với niên đại Năm 7. Một bình khác cũng từ hầm mộ này được khám phá nguyên trạng trong một cuộc thám hiểm năm 1935-1936 của Metropolitan Museum of Art trên một quả đồi gần Thebes được đóng dấu của 'Hatshepsut Vợ Thần Linh' trong khi hai bình khác mang dấu The Good Goddess Maatkare. Niên đại của chiếc vỏ hai quai, "được đóng dấu bên trong phòng chôn cất của hầm mộ bằng những mảnh vỡ của chính hầm mộ của Senenmut," là không thể tranh cãi có nghĩa rằng Hatshepsut được công nhận như nhà vua của Ai Cập ở năm thứ 7 thời kỳ cai trị của bà.

## Các thành tựu lớn

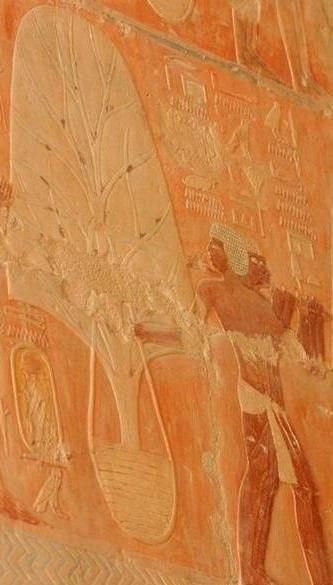
Thương mại với các quốc gia khác đã được tái lập; ở đây cây được tàu chở từ Punt được thể hiện đang được đưa lên bờ để trồng ở Ai Cập - chạm nổi từ đền tang Hatshepsut

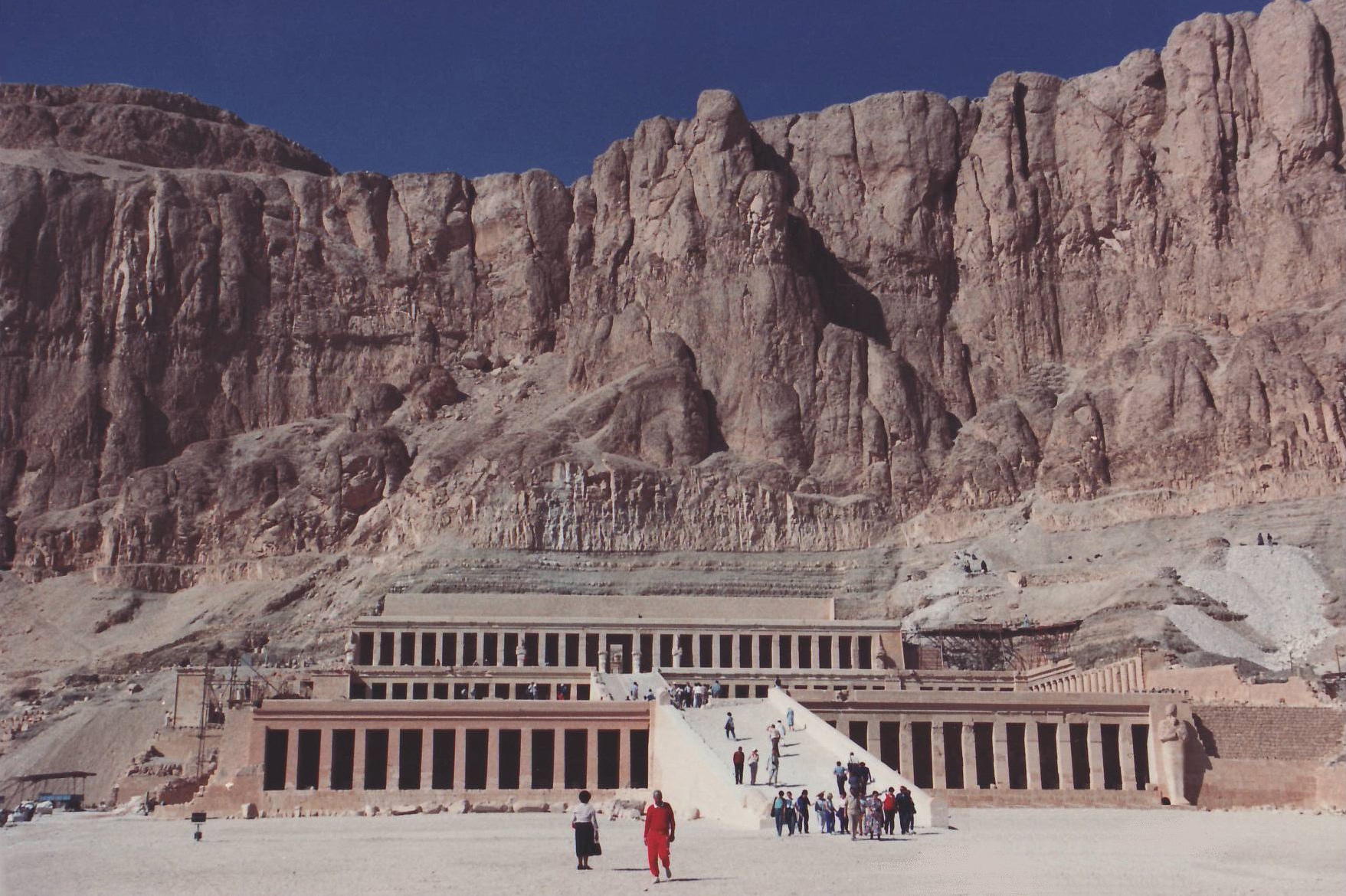
Djeser-Djeseru là công trình chính thuộc khu vực đền tang của Hatshepsut tại Deir el-Bahri. Được thiết kế bởi Senemut, tể tướng của bà, công trình là một ví dụ về sự đối xứng hoàn hảo có trước Parthenon, và nó là khu phức hợp đầu tiên được xây dựng trên địa điểm bà chọn lựa, sau này sẽ trở thành Thung lũng của các vị Vua

Hatshepsut đã thiết lập mạng lưới thương mại từng bị ngắt quãng trong thời Hyksos chiếm đóng Ai Cập ở Thời kỳ Chuyển tiếp thứ Hai của Ai Cập, nhờ đó tạo lập sự thịnh vượng cho Vương triều thứ Mười tám.
Bà đã giám sát việc chuẩn bị và cung cấp nguồn lực cho một phái bộ tới Vùng đất của Punt. Đoàn thám hiểm lên đường nhân danh bà trên năm con tàu, mỗi tàu dài 70 feet (21 m) với nhiều cột buồm và có 210 người gồm các thủy thủ và 30 tay chèo. Nhiều hàng hoá trao đổi được mang theo tới Punt, đáng chú ý nhất là nhựa thơm.
Tuy nhiên, điều đáng để ý nhất, người Ai Cập đã mang theo về từ chuyến đi này ba mươi mốt cây hương trầm sống, rễ của chúng được giữ cẩn thận trong những chiếc giỏ trong suốt chuyến hành trình. Đây là nỗ lực đầu tiên được ghi nhận trong việc di thực cây cối từ nước ngoài. Lời tường thuật nói rằng Hatshepsut đã cho trồng những cây này trong những sân vườn khu phức hợp đền tang lễ Deir el Bahri của bà. Người Ai Cập cũng mang về những người Punt. Chuyến đi thám hiểm tới Phunt này diễn ra khoảng năm cai trị thứ mười chín của Hatshepsut.
Bà đã cho khắc để tưởng nhớ chuyến thám hiểm này tại Deir el-Bahri, đây cũng là nơi nổi tiếng về những bức hoạ thể hiện chân thực Nữ vương của Vùng đất của Punt, Nữ vương Iti, người có lẽ có một đặc điểm di truyền được gọi là mông nhiều mỡ. Hatshepsut cũng cử các đoàn thám hiểm tới Byblos và Sinai ngay sau chuyến thám hiểm tới Punt. Rất ít điều được biết về các cuộc thám hiểm này. Dù nhiều nhà Ai Cập học đã cho rằng chính sách đối ngoại của bà chù yếu là hoà bình, có bằng chứng cho thấy Hatshepsut đã chỉ huy những chiến dịch quân sự thành công tại Nubia, miền Cận Đông, và Syria trong những năm đầu cầm quyền.

### Các dự án xây dựng
Hatshepsut là một trong những người tiến hành nhiều công trình xây dựng nhất thời Ai Cập cổ đại, với hàng trăm dự án xây dựng ở cả Thượng và Hạ Ai Cập, với tầm vóc và số lượng to lớn hơn mọi công trình của những bậc tiền bối thời Vương triều trung gian của bà. Các pharaon sau này đã tìm cách chiếm một số công trình của bà thành của họ.
Bà sử dụng nhà kiến trúc vĩ đại Ineni, người cũng từng làm việc cho cha bà, chồng bà, và cho vị tể tướng hoàng gia Senemut. Trong thời cai trị của bà, tượng được sản xuất nhiều đến nỗi hầu như mọi bảo tàng lớn trên thế giới đều có tượng của Hatshepsut trong bộ sưu tập của mình; ví dụ Phòng của Hatshepsut tại Metropolitan Museum of Art ở Thành phố New York được dành riêng để trưng bày những tác phẩm đó.
Tuân theo truyền thống của hầu hết các pharaon, Hatshepsut cũng cho người xây dựng những công trình tưởng niệm tại Đền Karnak. Bà cũng tái lập Khu đền thờ Mut (đại nữ thần Ai Cập cổ đại) nguyên thủy, tại Karnak từng bị cướp phá bởi những ông vua người ngoại quốc trong thời kỳ Ai Cập thuộc người Hyksos. Bà có hai đài tưởng niệm hình tháp, cao nhất thế giới thời ấy, được dựng lên trên lối vào ngôi đền. Một tháp vẫn còn tồn tại và là đài tưởng niệm hình tháp thời cổ đại cao nhất còn sót lại trên Trái Đất; tháp kia đã bị vỡ thành hai mảnh và bị đổ.
Một dự án khác, Nhà nguyện Đỏ Karnak, hay Nhà nguyện Đỏ, ban đầu được dự định cùng với hai tháp trở thành bộ ba chói lọi, có thể đã tồn tại giữa hai tháp của bà. Sau này bà ra lệnh xây thêm hai tháp nữa để kỷ niệm năm thứ mười sáu làm pharaon; một tháp đã bị vỡ trong quá trình xây dựng, và ví thể một tháp thứ ba được xây lên để thay thế nó. Tháp vỡ bị bỏ lại ở địa điểm khai thác đá tại Aswan, nơi nó vẫn tồn tại đến ngày nay. Được gọi là Tháp chưa hoàn thành, nó cho thấy các tháp đã được khai thác đá như thế nào.

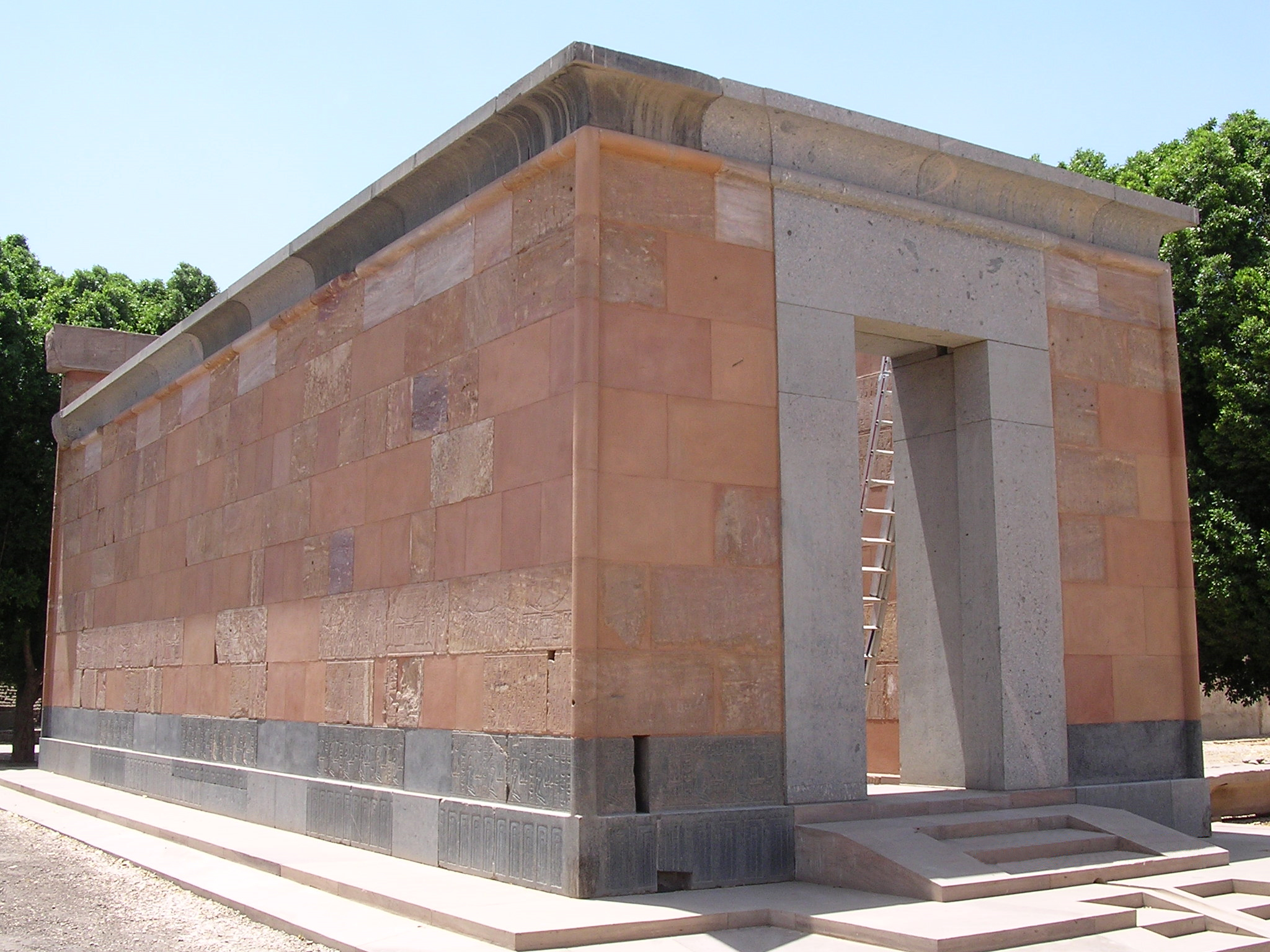
Nhà nguyện đỏ của Hatshepsut - Karnak

Đền Pakhet do Hatshepsut xây dựng tại Beni Hasan trong Minya Governorate phía nam Al Minya. Cái tên, Pakhet là một sự tổng hợp khi kết hợp Bast và Sekhmet, người giống nữ thần chiến tranh hình sư tử, trong một khu vực bao quanh phía bắc và phía nam nơi thờ cúng họ. Đền hang dưới đất, được đào vào các vách đá trên sườn phía đông của sông Nile, được người Hy Lạp ca ngợi và gọi là Speos Artemidos trong thời họ chiếm đóng Ai Cập, thời kỳ được gọi là Vương triều Ptolemaic. Họ coi vị nữ thần như một hình tượng khác của nữ thần săn bắn Artemis của họ. Đền này được cho là đã được xây dựng dọch theo nhiều đền cổ đại khác đã không còn tồn tại. Đền này có một architrave với một văn bản đề tặng dài thể hiện sự lên án nổi tiếng của Hatshepsut với Hyksos đã được James P. Allen dịch. Họ đã chiếm đóng Ai Cập và khiến nó rơi vào sự suy thoái văn hoá kéo dài tới một sự hồi sinh được đưa lại bởi các chính sách và cải cách của bà. Đền này say này đã bị thay đổi và một số trang trí bên trong của nó đã bị Seti I chiếm đoạt, ở thời Vương triều thứ Mười chín, nhằm đưa tên ông thay thế Hatshepsut.
Theo truyền thống của nhiều pharaon, kiệt tác của các dự án xây dựng của Hatshepsut là đền tang lễ của bà. Bà đã xây cho mình một khu phức hợp tại Deir el-Bahri. Nó được thiết kế và thực hiện bởi Senemut tại một địa điểm trên Bờ Tây Sông Nile gần lối vào cái ngày nay được gọi là Thung lũng của các vị Vua bởi mọi pharaon sau này đều lựa chọn xây dựng khu phức hợp của họ với sự huy hoàng của bà. Các công trình của bà là những công trình lớn đầu tiên được dự định cho địa điểm đó. Điểm trung tâm là Djeser-Djeseru hay "sự Hùng vĩ của những điều Hùng vĩ", một cấu trúc kiểu dãy cột hài hoà tuyệt đối gần một ngàn năm trước khi đền Parthenon được xây dựng. Djeser-Djeseru nằm ở trên một loạt tầng bậc từng được tô đẹp với các khu vườn tươi tốt. Djeser-Djeseru được xây dựng thành kiểu mặt vách nổi cao phía trên nó. Djeser-Djeseru và các công trình khác thuộc khu phức hợp Dei el-Bahri của Hatshepsut được coi là những tiến bộ quan trọng trong kiến trúc. Một thành tựu lớn khác của bà là cột hình tháp Hatshepsut (cũng được gọi là đài tưởng niệm hình tháp granite).

### Những đánh giá và ca ngợi
Phép ngoa dụ là thông thường ở mọi đoạn văn viết của Hoàng gia trong lịch sử Ai Cập. Tuy mọi lãnh đạo thời cổ thường ca tụng những thành tựu của mình, Hatshepsut đã được gọi là pharaon có nhiều nỗ lực nhất trong việc khuếch trương những thành công của mình. Điều này có thể đã xảy ra bởi sự phong phú của những công trình được xây dựng trong thời gian bà là pharaon, so với những người khác. Chúng giúp bà có nhiều cơ hội để tự ca ngợi mình, nhưng cũng phản ánh sự giàu mạnh mà các chính sách cùng chính quyền của bà đã mang lại cho Ai Cập, cho phép bà cung cấp tài chính cho nhiều dự án. Sự khuếch trương các thành tựu là truyền thông khi các pharaon xây dựng các đền đài và lăng mộ của mình.

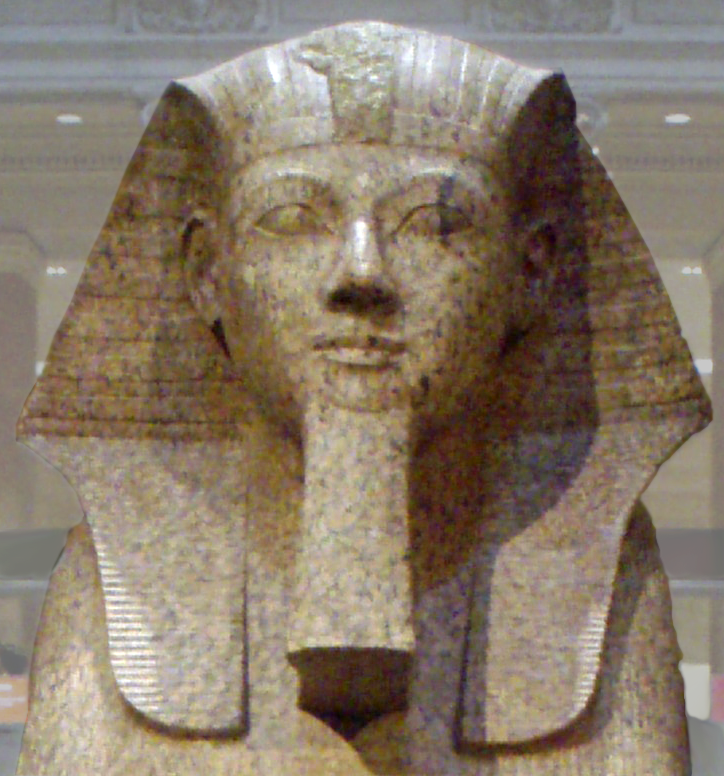
Sphinx lớn bằng đá granite trông giống với pharaon Hatshepsut, được thể hiện với bộ râu giả truyền thống, một biểu tượng của quyền lực pharaon của bà - Metropolitan Museum of Art

Phụ nữ có một vị trí cao ở Ai Cập cổ đại và có quyền lực pháp lý với chính mình, được quyền thừa kế, hay để lại tài sản. Tuy nhiên, việc một phụ nữ trở thành pharaon là hiếm, chỉ có Khentkaues, Sobeknefru, và có thể là Nitocris đã vượt trước bà trong lịch sử là nhân vật cầm quyền duy nhất với danh hiệu của mình. Sự tồn tại của Nitocris còn gây tranh cãi và dường như đã bị phiên dịch sai từ một vị vua nam giới. Twosret - một Nữ vương và là pharaon của Vương triều thứ mười chín, có thể là người phụ nữ duy nhất vượt trước bà trong số các vị vua cai trị bản xứ. Trong lịch sử Ai Cập, không có từ nào để chỉ một vị "Nữ vương nhiếp chính" và vào thời gian cầm quyền của bà, pharaon đã trở thành cái tên của vị vua cai trị. Tuy nhiên, Hatshepsut không phải là trường hợp duy nhất lấy tước vương. Sobekneferu, cầm quyền sáu vương triều trước Hatshepsut, cũng đã làm như vậy khi bà cai trị Ai Cập. Hatshepsut đã được huấn luyện tốt cho các vai trò của mình khi còn là con gái của pharaon. Trong thời cầm quyền của cha bà đã giữ chức vụ rất quan trọng là Vợ của Chúa trời. Bà đã có một vai trò mạnh mẽ khi đang là một Nữ vương cho chồng mình và đã có nhiều kinh nghiệm quản lý vương triều khi trở thành pharaon. Không có dấu hiệu cho thấy có những sự thách thức với quyền lực của bà và cho tới khi bà mất, người đồng nhiếp chính với bà vẫn chỉ ở vị trí thứ hai, đứng đầu đội quân hùng mạnh của bà một cách khá hoà bình—chức vị này đã có thể trao cho ông quyền lực cần thiết để lật đổ một kẻ tiếm quyền pháp lý của mình nếu thực tế xảy ra như vậy.
Hatshepsut đã nắm mọi biểu trưng y phục và biểu tượng của chức vụ pharaon một cách chính thức: mũ Khat đội đầu, với đỉnh là uraeus, bộ râu giả truyền thống, và váy shendyt. Nhiều bức tượng còn lại thể hiện bà một cách khác trong trang phục nữ đặc trưng cũng như cả các bức tượng thể hiện bà trong trang phục nghi lễ hoàng gia. Những bức tượng thể hiện Sobekneferu cũng bao gồm các yếu tố hình tượng nam và nữ truyền thống và, theo truyền thống, có thể như một nguồn cảm hứng cho những tác phẩm đó do Hatshepsut yêu cầu. Tuy nhiên, sau khi giai đoạn chuyển tiếp này chấm dứt, hầu hết những sự thể hiện theo nghi thức của Hatshepsut như pharaon đều thể hiện bà trong trang phục Hoàng gia, với mọi biểu trưng của pharaon.
Tại đền tang của bà, trong những bức tượng kiểu Osiris thực hiện việc đưa pharaon tới thế giới của cái chết, các biểu tượng của pharaon như Osiris là lý do cho sự trang điểm và chúng có tầm quan trọng lớn hơn để được thể hiện theo cách truyền thống, ngực bà bị che giấu phía sau hai cánh tay bắt chéo đang giữ những cây quyền trượng vương giả của hai vương quốc bà cai trị. Đây đã trở thành một lo ngại được chỉ ra trong các tác gia tìm kiếm những lý lẽ cho phong cách chung của những bức tượng khâm liệm và đã dẫn tới những sự diễn giải sai. Cần thiết phải hiểu về tính biểu tượng tôn giáo để giải thích một cách chính xác các bức tượng. Những cách giải thích của những học giả thời kỳ đầu này khác biệt lẫn nhau và thường là những sự ước đoán không có căn cứ về các giá trị đương thời của chúng. Những lý do có thể cho việc ngực bà không được nhấn trong những bức tượng chính thức nhất đã bị tranh cãi trong các nhà Ai Cập học thời kỳ đầu, những người đã không thể tính tới sự thực rằng nhiều phụ nữ và các nữ thần được thể hiện trong nghệ thuật Ai Cập cổ đại thường thiếu sự phác hoạ bộ ngực, và rằng khía cạnh giới tính thể chất của các pharaon không bao giờ là yếu tố đòi hỏi với nghệ thuật. Với một số ít ngoại lệ, các chủ thể được lý tưởng hoá.

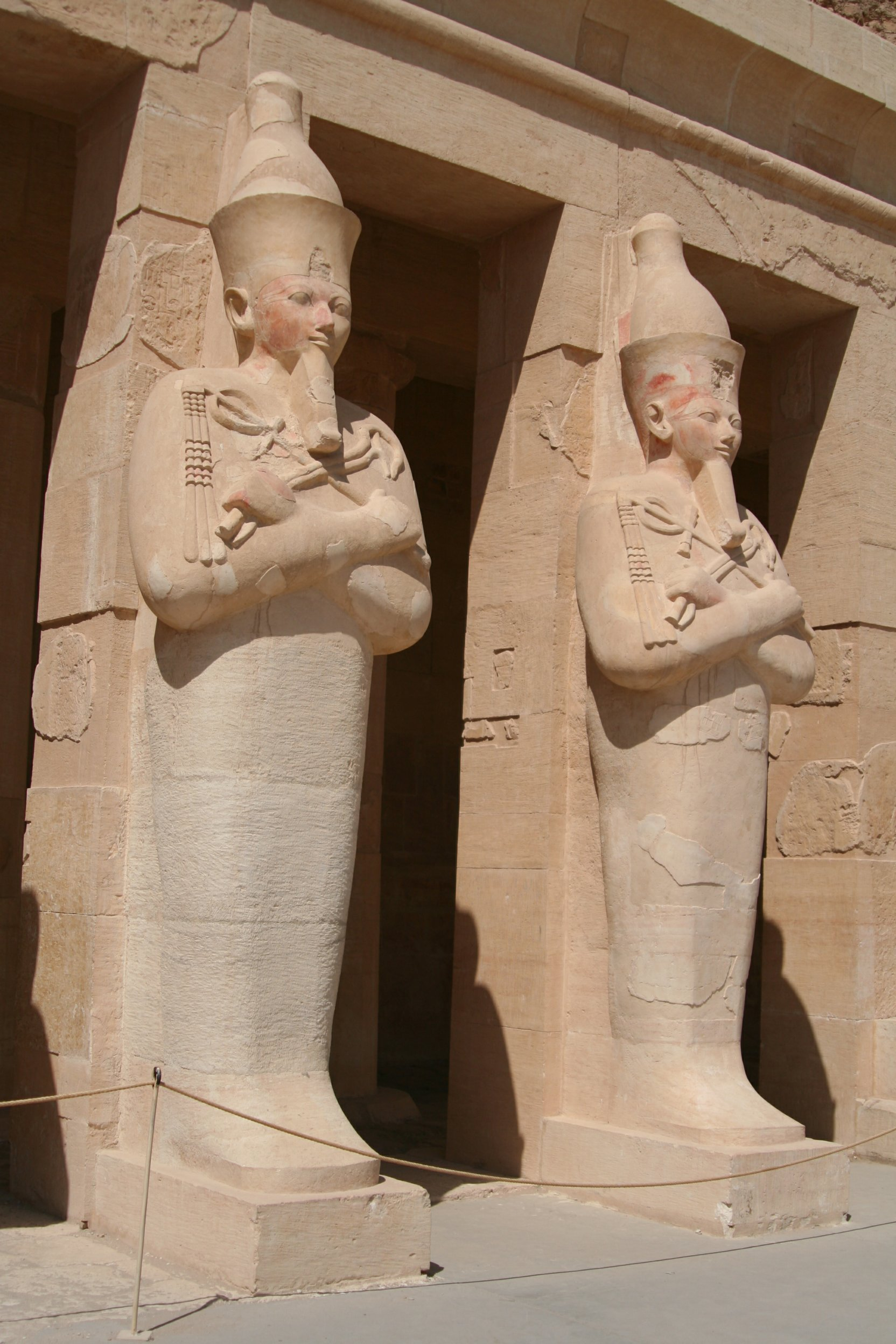
Các bức tượng kiểu Osiris của Hatshepsut tại lăng mộ bà, một bức tại mỗi cột của kết cấu mở rộng, lưu ý vải liệm ướp xác bao quanh phần thân thấp và chân cũng như móc và đập gắn liền với Osiris - Deir el-Bahri

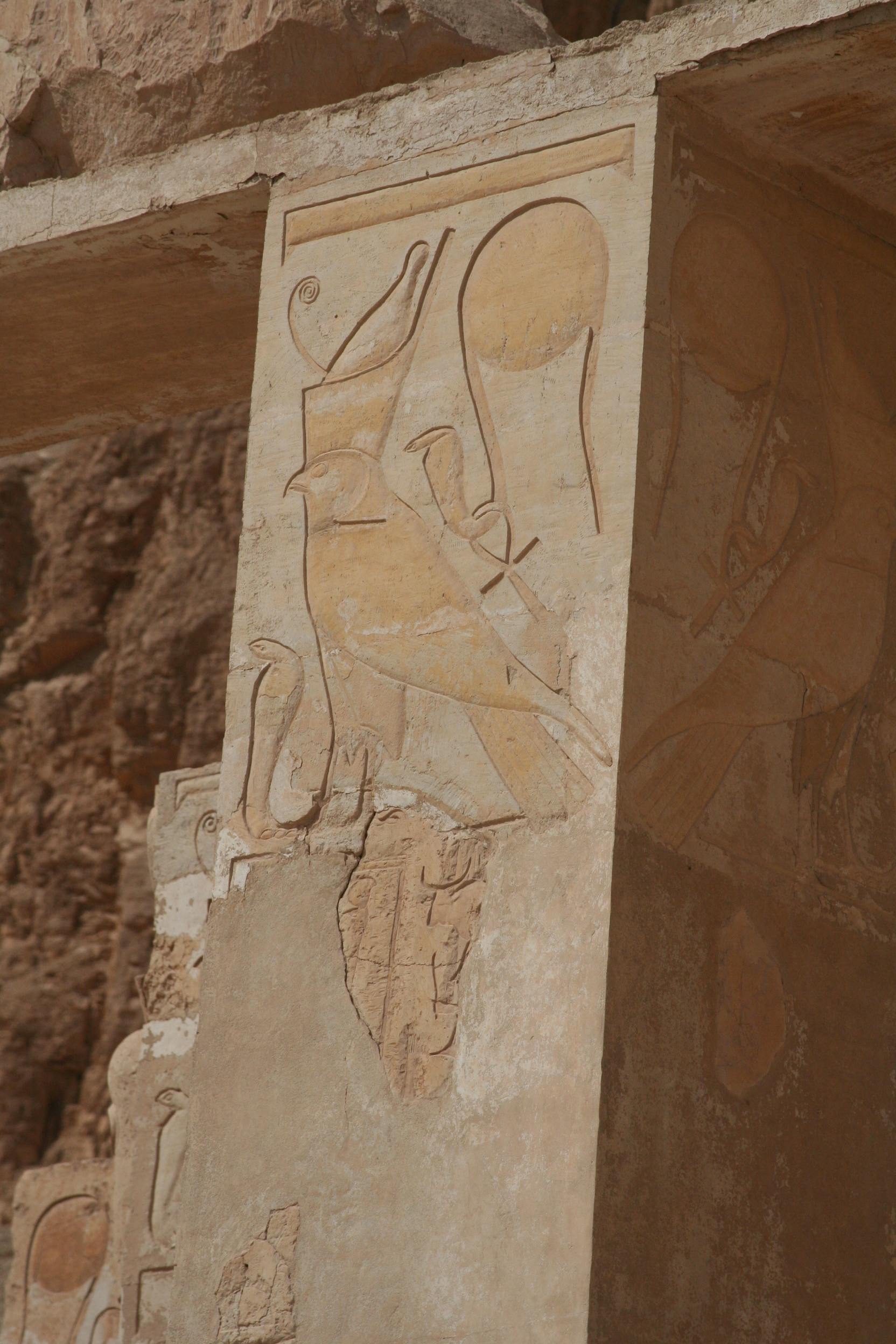
Con diều hâu của pharaon Hatshepsut - Ngôi đền Luxor

Tuy nhiên, nhiều học giả hiện đại đã đặt giả thuyết rằng bằng cách chiếm lấy những biểu tượng thường thấy của quyền lực pharaon, Hatshepsut đã đưa vào sự xác nhận của bà về người lãnh đạo hơn là một "Bà vợ vĩ đại của một ông vua" hay một Nữ vương nhiếp chính. Giới tính của các pharaon không bao giờ được nhấn mạnh trong những sự thể hiện chính thức; thậm chí đàn ông được thể hiện với bộ râu giả phong cách hoá cao gắn liền với vị trí của họ trong xã hội.
Hơn nữa, các bức tượng Osiris của Hatshepsut —như với các pharaon khác— thể hiện cái chết của pharaon như Osiris, với thân thể và biểu trưng y phục của vị thần đó. Tất cả những bức tượng Hatshepsut ở lăng mộ bà đều theo truyền thống này. Lời hứa hẹn tái sinh sau cái chết là một nguyên lý của sự thờ cúng thần Osiris. Bởi nhiều bức tượng Hatshepsut được thể hiện theo kiểu này đã được đưa ra trưng bày tại các bảo tàng và những hình ảnh đó đã được công bố rộng rãi, người xem thiếu sự hiểu biết về tầm quan trọng tôn giáo của những cách thể hiện đó đã bị nhầm lẫn.
Hầu hết các bức tượng chính thức của Hatshepsut thể hiện chân bà ít mang tính biểu tượng và tự nhiên hơn, như một phụ nữ trong những bộ trang phục đặc trưng của giới quý tộc thời đó. Đáng chú ý, thậm chí sau khi đã sử dụng đặc trưng trang phục chính thức, Hatshepsut vẫn miêu tả mình như một phụ nữ xinh đẹp, thường như là người phụ nữ đẹp nhất, và mặc dù bà đã giành lấy hầu như mọi danh hiệu của cha, bà đã không lấy danh hiệu "Con bò khoẻ" (danh hiệu đầy đủ là, Con bò khoẻ của Mẹ), gắn liền vị pharaon với nữ thần Isis, ngai vàng, và Hathor, (con bò đã sinh ra và bảo vệ các pharaon)—bằng cách đặt con trai mình ngồi trên ngôi báu của mình—một danh hiệu không cần thiết cho bà; bởi Hatshepsut đã trở thành liên minh với các nữ thần, chính bà, mà không vị nam pharaon nào có thể. Thay vì con bò khoẻ, Hatshepsut, đã hoạt động như một chiến binh rất thành công trong thời kỳ đầu bà cầm quyền như một pharaon, gắn mình với hình ảnh sư tử cái Sekhmet, vị thần chiến tranh trong đền bách thần Ai Cập.
Các khái niệm tôn giáo liên quan chặt chẽ tới tất cả các biểu tượng và danh hiệu đó. Ở thời trị vì của Hatshepsut, sự trộn lẫn một số khía cạnh của hai vị nữ thần đó cho thấy cả hai đều đã sinh ra, và là người bảo trợ của, các pharaon. Họ trở nên có thể hoán đổi lẫn nhau ở một số thời điểm. Hatshepsut cũng đã truy nguyên dòng dõi của mình từ Mut, một nữ thần mẹ nguyên thủy của các vị thần Ai Cập, khiến bà có một tổ tiên khác là một vị thần và cha cùng ông bà, các pharaon cũng đã trở thành các vị thần sau khi chết.
Tuy Hatshepsut được thể hiện trong nghệ thuật chính thức với một bộ trang phục đặc trưng của pharaon, như bộ râu giả mà các nam pharaon thường có, dường như không có vẻ bà từng mặc những đồ trang phục nghi lễ đó, cũng như dường như các nam pharaon cũng từng làm như vậy. Các bức tượng như những bực tượng tại Metropolitan Museum of Art, thể hiện bà ngồi với một bộ trang phục bó chặt và vương miện nemes, được cho là sự thể hiện chính xác hơn về cách trang phục thông thường của bà tại triều đình.
Như một ngoại lệ đáng chú ý, chỉ nam pharaon từ bỏ cách thể hiện biểu tượng cứng nhắc vốn đã trở thành một phong cách của hầu hết các công trình nghệ thuật chính thức thể hiện các vị vua cai trị, pharaon Amenhotep IV (sau này là Akhenaten) cũng của Vương triều thứ 18, có người vợ là Nefertiti cũng có thể đã tự cầm quyền sau cái chết của chồng mình.
Một trong những ví dụ nổi tiếng nhất về các truyền thuyết về Hatshepsut là một sự bí ẩn về sự ra đời của bà. Trong thần thoại này, Amun đến với Ahmose dưới hình thức của Thutmose I và đánh thức bà với một mùi hương quyến rũ. Ở thời điểm đó Amun đặt ankh, một biểu tượng của sự sống, lên mũi của Ahmose, và Hatshepsut đã được Ahmose thụ thai. Khnum, vị thánh tạo ra thân thể những đứa trẻ, sau đó ra lệnh tạo ra một thân thể và ka, hay lực xuất hiện/sự sống thân thể, cho Hatshepsut. Heket, vị nữ thần của sự sống và sự sinh đẻ, và Khnum sau đó dẫn Ahmose tới một chiếc giường sư tử cái nơi bà sinh ra Hatshepsut. Các bức phù điêu thể hiện mỗi bước trong các sự kiện này nằm ở Karnak và trong đền tang của bà.
Lời tiên tri của Amun nói rằng chính Amun có ý nguyện để Hatshepsut trở thành pharaon, càng làm tăng cường vị trí của bà. Bà đã lặp lại sự ủng hộ của Amun bằng cách đưa những tuyên bố của thần Amun được khắc trên các công trình của mình:
| “ | Chào mừng con gái yêu của ta, người ta yêu thích, vị Vua của Thượng và Hạ Ai Cập, Maatkare, Hatshepsut. Người là pharaon, sở hữu Hai vùng Đất. | ” |

Hatshepsut tuyên bố rằng bà chính là người được cha mình lựa chọn kế vị và rằng ông đã đưa bà thành người kế vị hiển nhiên của Ai Cập. Hầu như mọi học giả ngày nay coi đó là một sự xét lại lịch sử, hay sự đón trước, từ phía Hatshepsut bởi đó chính là Thutmose II—một người con trai của Thutmose I do Mutnofret sinh ra—là người kế vị của cha bà. Hơn nữa, Thutmose I không thể đã có khả năng tiên đoán rằng con gái ông là Hatshepsut có thể sống lâu hơn Thutmose II. Thutmose II nhanh chóng lấy Hatshepsut và Hatshepsut trở thành vừa là người vợ cao cấp hoàng gia vừa là người phụ nữ quyền lực nhất trong triều đình. Tuy nhiên, người viết tiểu sử Evelyn Wells, chapá nhận tuyên bố của Hatshepsut rằng bà là người kế vị được cha mình lựa chọn. Một khi bà đã tự mình trở thành pharaon, Hatshepsut ủng hộ sự xác nhận của mình rằng bà là người kế vị được cha mình lựa chọn với những dòng văn khắc trên những bức tường ngôi đền tang của bà:
| “ | Sau đó Đức vua nói với họ: "Đứa con gái này của ta, Khnumetamun Hatshepsut—cầu mong nó sẽ sống!—Ta đã chỉ định là người kế vị ngôi báu của ta... nó sẽ lãnh đạo nhân dân ở mọi giới của cung điện; quả thực chính nó sẽ là người lãnh đạo các ngươi. Hãy tuân theo những mệnh lệnh của nó, hãy thống nhất theo những chỉ đạo của nó." Các quý tộc hoàng gia, những người quyền cao chức trọng, và các lãnh đạo của nhân dân đã nghe tuyên bố lựa chọn này với con gái của ông, Vua của Thượng và Hạ Ai Cập, Maatkare—cầu mong nó sẽ sống mãi. | ” |

Nhà văn hài hước người Mỹ Will Cuppy đã viết một tiểu luận về Hatshepsut được xuất bản sau khi ông chết trong cuốn sách The Decline and Fall of Practically Everybody. Về một trong những đoạn văn khắc trên tường của bà, ông viết:
| “ | Với một quan niệm chung về vẻ ngoài của Hatshepsut ở một giai đoạn nào đó trong cuộc đời bà, chúng ta mắc nợ một trong những đoạn văn khắc trên tường đó. Nó viết rằng "khi chiêm ngưỡng bà đẹp hơn mọi thứ; sự lộng lẫy và hình thể bà quả là của thần thánh." Một số đã cho rằng thật kỳ quặc khi vị nữ pharaon lại có thể lộng lẫy như vậy, ở độ tuổi 50. Không dám. Bà đơn giản chỉ nói mọi thứ đã từng như thế nào ba mươi nhăm năm trước, trước khi bà cưới Thutmose II và chiến đấu với Thutmose III. "Bà là một cô gái đồng trinh, đẹp và mơn mởn", những dòng chữ tượng hình của bà viết như vậy, và chúng ta không có lý do để nghi ngờ. Chắc chắn rằng không có hại gì khi nói với thế giới một người trông như thế nào vào năm 1515 trước Công Nguyên | ” |

## Qua đời, tang lễ và ướp xác
Hatshepsut qua đời, ở thời điểm chúng ta sẽ gọi là tuổi trung niên xét theo tuổi thọ đặc trưng hiện tại, trong năm cầm quyền thứ hai mươi hai của mình. Ngày mất chính xác của Hatshepsut—và thời gian khi Thutmose III trở thành pharaoh của Ai Cập—được coi là Năm 22, II Peret ngày 10 của thời kỳ cùng cai trị của họ, như được ghi lại trên một tấm bia duy nhất được dựng tại Armant hay ngày 16 tháng 1 năm 1458 trước Công Nguyên. Thông tin này xác nhận sự đáng tin cậy cơ bản của những ghi chép về danh sách các vị vua của Manetho bởi ngày lên ngôi của Thutmose III và Hatshepsut được biết là I Shemu ngày 4. (ví dụ: Hatshepsut mất 9 tháng ở năm cầm quyền thứ 22 của mình như Manetho viết trong Bản tóm tắt của ông với thời gian cai trị 21 năm và 9 tháng) Không lời đề cập nào về nguyên nhân cái chết còn lại. Nếu việc xác định xác ướp của bà gần đây (xem bên dưới) là chính xác, tuy nhiên, việc chụp X quang máy tính sẽ cho thấy rằng bà chết vì bị nhiễm trùng máu ở độ tuổi năm mươi. Nó cũng cho thấy rằng bà mắc chứng viêm khớp, hàm răng kém, và có thể cả tiểu đường.

### Chôn cất
Hatshepsut đã bắt đầu xây dựng một hầm mộ khi bà là Đại Phu nhân Hoàng gia của Thutmose II, nhưng tầm vóc của nó không xứng đáng với một pharaon, vì thế khi lên ngôi, việc chuẩn bị một nơi chôn cất khác đã được đặt ra. Hầm mộ KV20 này, ban đầu được xây dựng cho cha bà Thutmose I và có lẽ là hầm mộ hoàng gia đầu tiên trong Thung lũng của các vị vua, đã được mở rộng với một phòng chôn cất mới. Hatshepsut cũng sửa chữa lại nơi chôn cất của cha bà và chuẩn bị một phòng cho cả Thutmose I và cả bà trong KV20. Vì thế dường như khi bà chết (không muộn hơn hai mươi hai năm cầm quyền của bà), bà được chôn cất trong hầm mộ này cùng cha. Tuy nhiên, trong thời gian cầm quyền của Thutmose III, một hầm mộ mới (KV38) cùng với đồ chôn cất mới đã được cung cấp cho Thutmose I, vì thế ông bị đưa khỏi hầm mộ cũ và chôn lại ở nơi khác. Cùng lúc ấy, xác ướp của Hatshepsut có thể đã bị chuyển vào hầm mộ bà vú của bà, Sitre-Re, trong KV60. Có thể rằng Amenhotep II, con trai của Thutmose III với người vợ thứ hai, là người ủng hộ thực hiện những hành động đó với nỗ lực đảm bảo sự kế vị của chính ông. Bên cạnh những thứ được tái khám phá từ KV20 trong cuộc khai quật hầm mộ này của Howard Carter năm 1903, các đồ tuỳ táng khác thuộc Hatshepsut đã được tìm thấy ở những nơi khác, gồm một "ngai vàng" hình sư tử cái (gọi là giường thì chính xác hơn), một bàn chơi senet có khắc hình đầu sư tử cái, những mảnh đồ chơi bằng thạch anh đỏ có khắc danh hiệu pharaon của bà, một chiếc nhẫn dấu, và một phần bức tượng shabti nhỏ có tên bà. Trong Phòng lưu trữ Xác ướp Hoàng gia tại DB320 một cái két ngà voi đã được tìm thấy với tên Hatshepsut và nó chứa một lá gan hay lá lách đã được ướp cùng một chiếc răng. Tuy nhiên, có một phụ Nữ vương gia của Vương triều thứ Hai mươi mốt cũng có tên ấy, và chiếc két này có thể thuộc về bà.

### Xác định xác ướp
Trong một thời gian dài chiếc rương được tìm thấy trong DB320 được cho là tất cả những gì còn sót lại từ xác ướp của Hatshepsut. Xác ướp một phụ nữ chưa xác định—được tìm thấy cùng bà vú nuôi của Hatshepsut, Sitire-Re, một cánh tay của xác ướp đặt theo kiểu chôn cất truyền thống của pharaon—dẫn tới giả thuyết rằng xác ướp không xác định bên trong KV60 có thể là Hatshepsut.
Tháng 3 năm 2006, Zahi Hawass, Tổng thư ký Hội đồng Cổ di tích Tối cao Ai Cập, tuyên bố đã định vị được xác ướp Hatshepsut, đã bị đặt lầm chỗ ở tầng ba Bảo tàng Cairo. Tháng 6 năm 2007, có thống báo rằng các nhà Ai Cập học tin rằng họ đã xác định được xác ướp của Hatshepsut trong Thung lũng của các vị Vua. Bằng chứng quyết định gồm việc sở hữu một chiếc răng hàm gãy một chân vừa khít với hàm của xác ướp; hàm răng trong hàm khuyết một răng và cũng chỉ có một chân. Chiếc răng hàm này được tìm thấy bên trong chiếc rương có ghi tên và vòng tước hiệu của Hatshepsut; CT scan do Hawass' tiến hành cho thấy chiếc răng này đã bị lấy khỏi miệng xác ướp; nó khớp hoàn toàn vào chân răng trống trong hàm xác ướp.. Bằng chứng khác ủng hộ sự xác định này gồm những kết quả so sánh DNA với xác ướp của Ahmose Nefertari, cụ Hatshepsut và là nữ chúa của Vương triều thứ mười tám. Tuy nhiên, các nhà Ai Cập học không tham gia vào dự án này vẫn chưa chấp nhận hoàn toàn các kết quả thu được cho tới khi những thử nghiệm tiếp theo được tiến hành.
Các hình CT quét xác ướp được cho là của Hatshepsut cho thấy bà mất trong tuổi năm mươi vì vỡ áp xe sau khi nhổ một chiếc răng. Dù đây là nguyên nhân, có lẽ bà cũng không thể sống lâu hơn; có những dấu hiệu ở xác ướp cho thấy sự di căn ung thư xương, cũng như có thể cả ung thư gan và tiểu đường.

## Thay đổi sự công nhận

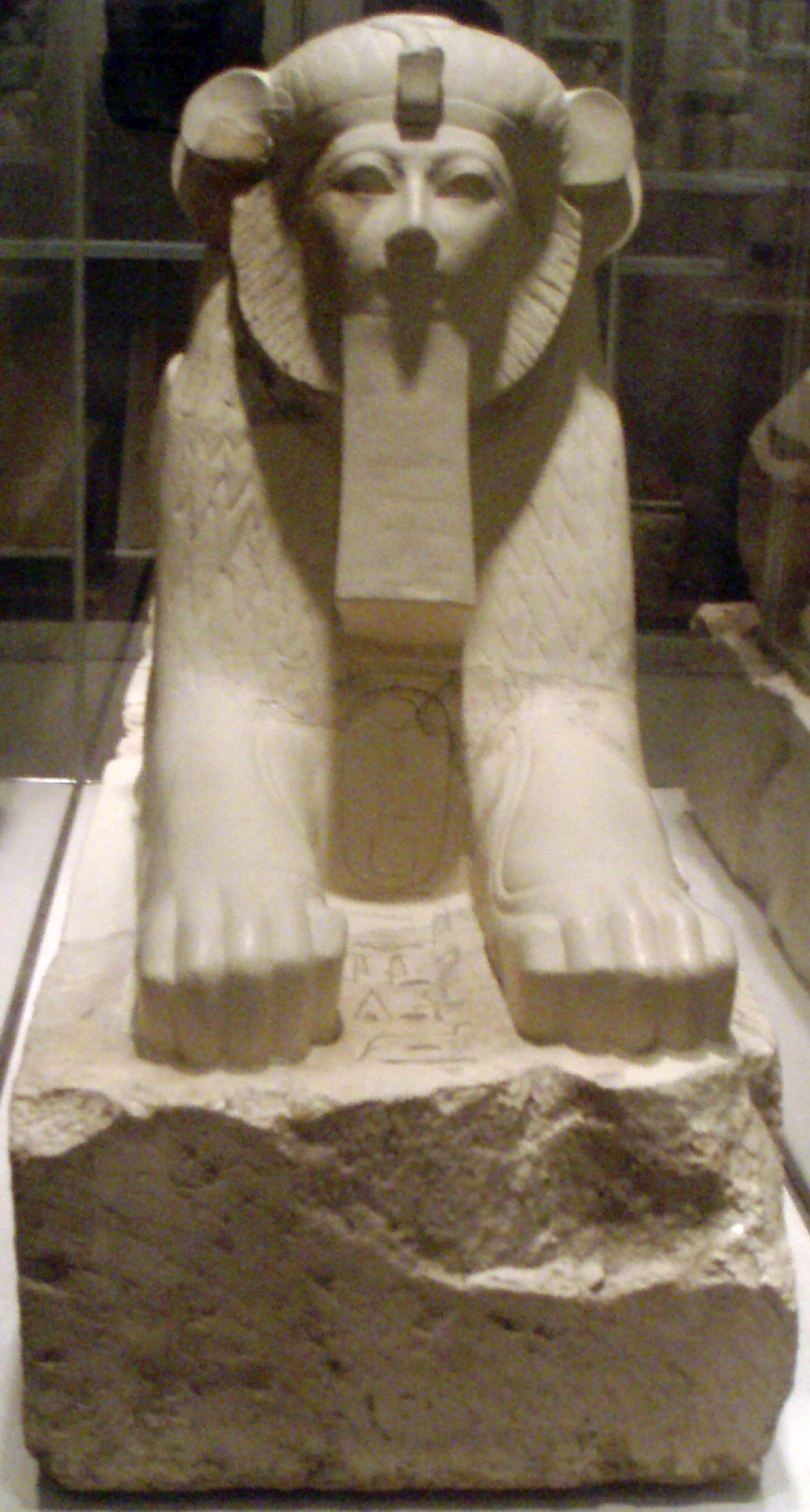
Sphinx Hatshepsut với tai tròn bất thường và cổ áo nhấn các đặc điểm của sư tử cái của bức tượng, nhưng với năm ngón chân - trang trí đoạn dưới tay vịn cầu thang thuộc khu đền của bà

Tới cuối thời kỳ cai trị của Thutmose III và trong thời cai trị của con ông, một nỗ lực đã được thực hiện nhằm đẩy Hatshepsut khỏi một số ghi chép lịch sử và pharaon. Sự loại trừ này được tiến hành theo cách mạnh mẽ nhất có thể. Các hình oval tước hiệu và hình ảnh của bà bị đục bỏ trên một số bức tường đá, để lại những hình trống Hatshepsut rõ ràng.
Tại đền Deir el-Bahri, nhiều bức tượng Hatshepsut đã bị phá bỏ và trong nhiều trường hợp, bị đập vỡ hay làm biến dạng trước khi bị đem chôn trong một cái hố. Tại Karnak, thậm chí còn có một nỗ lực xây tường bao quanh các tháp tưởng niệm của bà. Tuy rõ ràng rằng việc viết lại lịch sử của Hatshepsut chỉ xảy ra ở cuối thời cầm quyền của Thutmose III, vẫn chưa biết lý do tại sao nó xảy ra, ngoài một nguyên nhân thường thấy là sự tự đề cao của các pharaon và các bộ máy triều đình của họ, hay có lẽ để tiết kiệm tiền khi không cần phải xây thêm nơi chôn cất cho Thutmose III, mà thay vào đó sử dụng các công trình đã được Hatshepsut xây dựng.
Tuy nhiên, Amenhotep II - vị vua cùng trị vì với Thutmose III trước khi ông chết, dường như đã có một động cơ bởi vị trí của ông trong dòng dõi hoàng gia không đủ mạnh để đảm bảo sự thăng tiến lên chức vị pharaon của ông. Ông được một số người cho là kẻ phá huỷ trong thời kỳ cầm quyền cuối của một pharaon đã rất già. Hơn nữa, ông được ghi chép, là người đã chiếm nhiều thành tựu của Hatshepsut trong thời gian cầm quyền. Thời kỳ cầm quyền của ông cũng được ghi dấu bởi những nỗ lực phá vỡ dòng dõi hoàng gia, không ghi lại tên của các Vương hậu của mình và hạn chế các danh hiệu quyền lực và các chức vụ chính thức của phụ Nữ vương gia như, Vợ thần của Amun.
Trong nhiều năm, giả sử rằng chính Thutmouse III hành động với sự oán hận khi đã trở thành pharaon, các nhà Ai Cập học hiện đại đầu tiên cho rằng những hành động xoá bỏ là tương tự như damnatio memoriae của La Mã cổ đại. Điều này có thể có ý nghĩa khi nghĩ rằng Thutmose có thể từng là một vị đồng nhiếp chính bất đắc dĩ trong nhiều năm. Tuy nhiên, sự đánh giá tình hình này có lẽ quá đơn giản. Ít có khả năng một Thutmose quyết tâm và có chủ ý—không chỉ vị tướng thành công nhất của Ai Cập mà còn là một nhà thể thao, tác gia, sử gia, nhà thực vật học và kiến trúc sư được ca ngợi—bỏ ra tới hai thập kỷ trong thời gian cai trị của mình để suy nghĩ trước khi tìm cách trả thù cho mình lên chính bà mẹ ghẻ đồng thời là thím của mình. Theo nhà Ai Cập học nổi tiếng Donald Redford:
| “ | Đây và đó, trong những khoảng ngừng tối của một hầm mộ hay lăng mộ nơi không một cặp mắt tầm thường nào có thể thấy, hình oval tước hiệu và hình ảnh vị Nữ vương vẫn còn lại nguyên vẹn... thứ mà những con mắt tầm thường sẽ không bao giờ còn nhìn thấy, vẫn mang lại cho nhà vua sự ấm áp và sùng kính của một sự hiện diện thần thánh. | ” |

Những việc xoá bỏ xảy ra không thường xuyên và bừa bãi, và chỉ những hình ảnh rõ ràng và dễ nhận biết của Hatshepsut là bị xoá bỏ; nếu việc xoá bỏ được thực hiện đầy đủ thì hiện tại chúng ta không có quá nhiều hình ảnh Hatshepsut như vậy. Thutmose III có thể đã chết trước khi những thay đổi này kết thúc và có thể ông không bao giờ muốn xoá bỏ toàn bộ hình ảnh của bà. Trên thực tế, chúng ta không có bằng chứng ủng hộ việc kết luận rằng Thutmose ghét hay căm thù Hatshepsut khi bà còn sống. Nếu điều này là thực, với tư cách người đứng đầu quân đội, một vị trí do chính Hatshepsut trao cho ông (rõ ràng bà không lo ngại về sự trung thành của người đồng nhiếp chính), chắc chắn ông đã có thể thực hiện thành công một cuộc đảo chính, nhưng ông không hề có hành động thách thức quyền lực của bà và những thành tựu cũng như các hình ảnh của bà vẫn còn hiện diện trên các công trình công cộng bà đã xây dựng trong hai mươi năm sau khi bà mất.
Các tác gia như Joyce Tyldesley đặt giả thuyết rằng có lẽ Thutmose III, không có bất kỳ một động cơ độc ác nào, đã quyết định vào cuối cuộc đời mình, loại bỏ Hatshepsut khỏi nơi bà mong muốn được hiện diện như một đồng nhiếp chính-vị trí truyền thống của người phụ nữ quyền lực trong triều đình Ai Cập như ví dụ của Nữ vương Ahhotep—chứ không phải là một vị vua. Bằng cách hạn chế những dấu hiệu giống quá rõ rệt với pharaon tại những tượng đài của Hatshepsut và giảm ngôi vị của bà chỉ còn là một người đồng nhiếp chính của mình, Thutmose III có thể tuyên bố rằng sự tiếp nối hoàng gia chuyển trực tiếp từ Thutmose II tới Thutmose III mà không có bất kỳ sự ngắt quãng nào với người dì của mình.
Những hành động xoá bỏ hay cắt xén gây tranh cãi tại một số công trình công cộng của bà có thể là việc cần thiết để giảm bớt các thành tựu của Hatshepsut. Hơn nữa, ở nửa sau thời kỳ cầm quyền của Thutmose III, các quan chức cao cấp có thế lực từng phục vụ dưới quyền Hatshepsut có thể đã chết, vì thế hạn chế sự chống đối mạnh mẽ của tôn giáo và quan liêu tới một sự thay đổi trong một nền văn hoá phân tầng mạnh này. Vị quan cao cấp và gần gũi nhất của Hatshepsut, Senenmut dường như hoặc đã bất thần nghỉ hưu hay chết ở khoảng Năm 16 và 20 thời Hatshepsut và, không bao giờ được chôn cất trong bất kỳ một ngôi mộ nào đã được chuẩn bị kỹ lưỡng của ông. Theo Tyldesley, điều bí ẩn về sự biến mất bất ngờ của Senenmut "đã làm các nhà Ai Cập học đau đầu trong nhiều thập kỷ" vì thiếu bằng chứng khảo cổ học hay văn bản chắc chắn" và cho phép "sự tưởng tượng sống động về Senemut được tự do phát huy" dẫn tới một số lượng lớn các giả thuyết mạnh được đưa ra "một số trong số đó có thể ủng hộ bất kỳ một âm mưu ám sát/bí ẩn tưởng tượng nào." Các quan chức mới trong triều đình, được Thutmose III chỉ định, có thể đã có quyền lợi trong việc đề cao các thành tựu của vị vua mới của họ nhằm đảm bảo sự tiếp nối thành công của chính gia đình mình.

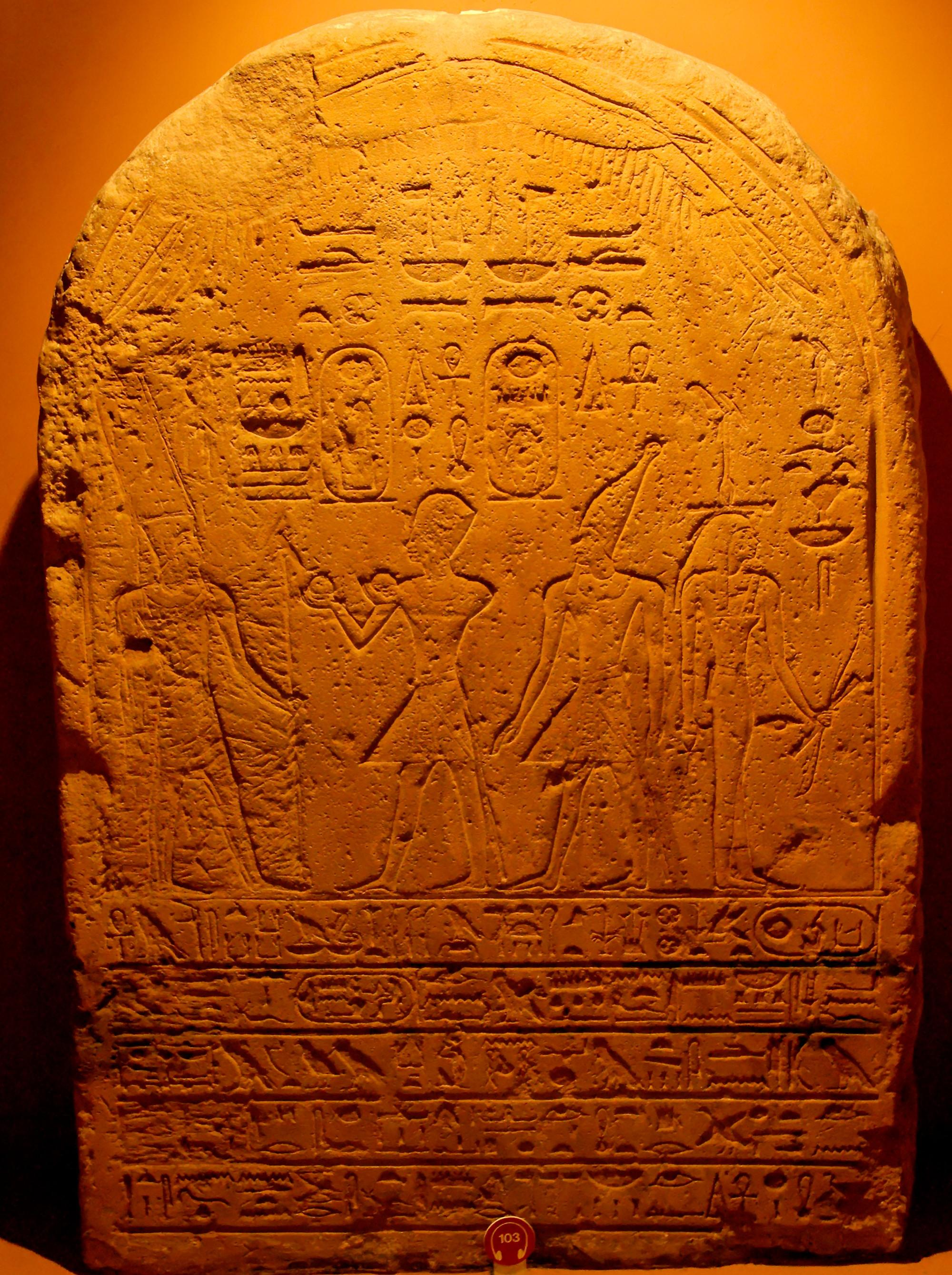
Bia kép của Hatshepsut (giữa trái) với vương miện Khepresh màu xanh dâng rượu cho nữ thần Amun và Thutmose III phía sau bà với vương miện hedjet trắng, đứng gần Wosret - Bảo tàng Vatican

Tyldesley cũng đưa ra một giả thuyết về Hatshepsut cho rằng việc xoá bỏ của Thutmose III tại các công trình của Hatshepsut là một nỗ lực lạnh lùng nhưng dựa trên lý trí của Thutmose nhằm dập tắt hồi ức về một "hoàng đế nữ trái lệ thường người mà thời kỳ cai trị của bà có thể bị các thế hệ tương lai coi là một sự xúc phạm với Ma'at, và sự đồngn nhiếp chính dị thường của bà" có thể "tạo ra sự nghi ngờ nghiêm trọng tới tính chính thống của quyền nắm quyền của ông. Tội lỗi của Hatshepsut không cần gì nhiều hơn là sự thực bà là một người phụ nữ." Ông thêm rằng Thutmose III có thể coi khả năng một sự kế tục tương tự của một vị nữ vương trong lịch sử Ai Cập có thể tạo ra những nguy hiểm chưa từng có bởi thực tế đã cho thấy một phụ nữ có khả năng cai trị Ai Cập không thua kém gì một vị vua nam giới truyền thống. Sự kiện này, theo lý thuyết, có thể thuyết phục "các thế hệ tương lai về những vị nữ vương mạnh" khiến họ không "còn hài lòng với vị trí truyền thống là một người vợ, người chị và cuối cùng là người mẹ của một vị vua" mà là nắm lấy quyền lực. Tuy Nữ vương Sobekneferu của Thời kỳ Vương triều Giữa Ai Cập đã có một thời kỳ cẩm quyền ngắn khoảng bốn năm, bà đã cai trị "ở thời kỳ cuối cùng của một vương triều [vương triều thứ 12] đang suy tàn, và ngay từ ngày đầu cầm quyền những lời đàm tiếu đã bắt đầu tấn công bà. Vì thế, đối với những người Ai Cập bảo thủ bà có thể được coi là một 'Nữ vương Chiến binh' yêu nước người đã không thành công trong việc "phục hồi sức mạnh của Ai Cập - một kết quả nhấn mạnh ý đã được Tyldesley miêu tả như một quan điểm truyền thống của Ai Cập rằng một phụ nữ không có khả năng tự mình kiểm soát ngôi báu,; vì thế, ít người Ai Cập sẽ muốn lặp lại một cuộc thí nghiệm với người phụ nữ trên ngôi báu.
Trái lại, thời kỳ cầm quyền chói lọi của Hatshepsut hoàn toàn khác biệt: bà đã thể hiện rằng phụ nữ cũng có khả năng như nam giới trong việc cai trị hai vùng đất bởi bà đã thành công trong việc quản lý một nước Ai Cập hùng mạnh trong hơn hai thập kỷ. Nếu ý định của Thutmose III ở đây là để ngăn chặn một khả năng một phụ nữ thâu tóm quyền lực, ông đã thất bại bởi Twosret và Neferneferuaten (có thể), một nữ đồng nhiếp chính hay người kế vị Akhenaten, đã nắm lấy ngôi báu trong thời kỳ Vương triều Mới sau sự cai trị của ông. Tuy nhiên, không giống như Hatshepsut, hai vị nữ vương cai trị sau này chỉ có một thời kỳ cầm quyền ngắn ngủi.
Việc xoá bỏ tên Hatshepsut, dù với bất kỳ lý do nào hay bất kỳ người nào ra lệnh, hầu như đã khiến bà biến mất khỏi các văn kiện lịch sử và khảo cổ Ai Cập. Khi các nhà Ai Cập học ở thế kỷ 19 bắt đầu dịch các văn bản trên các bức tường đền Deir el-Bahri (được thể hiện với có lẽ là hai vị vua nam giới) bản dịch của họ không có nghĩa gì cả. Jean-Francois Champollion, nhà khảo cổ người Pháp đã giải nghĩa được chữ tượng hình, không phải người duy nhất cảm thấy bối rối trước sự khác biệt rõ ràng giữa câu chữ và các hình ảnh:
| “ | Nếu tôi cảm thấy một điều gì đó đáng ngạc nhiên khi nhìn thấy ở đây, cũng như ở những nơi khác trong đền, Moeris [Thutmose III] danh tiếng, được trang trí với mọi biểu tượng hoàng gia, đã trao vị trí cho Amenenthe [Hatshepsut] này, mà tên tuổi chúng tôi đã không thể tìm thấy trong các danh sách hoàng gia, vẫn là điều đáng ngạc nhiên khi tôi phát hiện khi đọc những dòng văn mà dù chúng có đề cập như thế nào chăng nữa tới vị vua có bộ râu trong trang phục thông thường của các pharaon, các danh từ và các động từ đều ở giống cái, như là của một vị Nữ vương. Tôi phát hiện thấy sự lạ lùng đó ở mọi nơi... | ” |

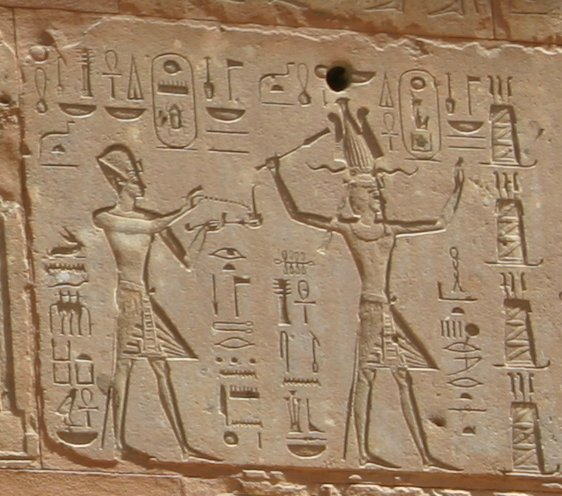
Chữ tượng hình thể hiện Thutmose III ở bên trái và Hatshepsut ở bên phải, bà có bộ đồ lễ phục với vai trò lớn hơn - Đền Đỏ, Karnak

Sự phát hiện ra một lớp nền lắng đọng năm 2006 gồm cả chín vòng tròn mang tước hiệu vàng với tên của cả Hatshepsut và Thutmose III tại Karnak có thể rọi thêm ánh sáng vào nỗ lực cuối cùng của Thutmose III và con trai ông là Amenhotep II để xoá bỏ tên tuổi Hatshepsut khỏi lịch sử và mối quan hệ thực sự của họ và vai trò của bà như là pharaon.
Những ghi chép về chế độ của bà, được ghi lại trong nhiều nguồn cổ xưa khác nhau, đã không thể giúp các nhà Ai Cập học thời kỳ đầu hiện đại khám phá được nhiều về vị pharaon này và Hatshepsut đã trở thành một trong những nhà lãnh đạo bí ẩn nhất của Ai Cập ở đầu thế kỷ 19 - và đã trở thành một trong những người nổi tiếng nhất vào cuối thế kỷ này. Những phát hiện khảo cổ ở đầu thế kỷ 19 cung cấp thông tin rằng đã có một sự đứt quãng trong những văn kiện lịch sử đó và, những tiến bộ kỹ thuật ở cuối thế kỷ, đã cho phép thực hiện những khám phá lịch sử đầy đủ hơn. Vào thế kỷ 21, phân tích DNA đã xác nhận sự tương đồng quan hệ gene của bà với gene của cụ bà.

### Vấn đề về Hatshepsut
Vấn đề về Hatshepsut là một vấn đề tranh cãi lớn trong cuối thế kỷ 19 và đầu thế kỷ 20 về Lịch sử Ai Cập. Vẫn đề tập trung vào sự nhầm lẫn và bất đồng về trình tự kế thừa ngôi của các pharaon đầu Vương triều thứ Mười tám. Việc lấy tên bà là từ sự lộn xộn trong niên đại cai trị của Nữ vương Hatshepsut và Thutmose I, II, và III. Đã có rất nhiều tranh cãi xãy ra giữa các nhà Ai Cập học hàng đầu và các giả thiết về gia đình của Thutmosid vẫn diễn ra cho đến thế kỷ 20, việc tranh cãi vẫn có thể được tìm thấy gần đây. Niên đại-khôn ngoan và vấn đề Hatshepsut phần lớn đã kết thúc vào cuối thế kỷ 20, khi có thêm thông tin về bà và thời gian cai trị của bà đã được phát hiện và chứng thực.